# Комарницький Денис Сергійович
Комарницький Денис Сергійович (нар. 20 січня 1978, Київ) — депутат Київської міської ради 5 і 6 скликань (обирався в 2006 і 2008 роках), був головою фракції «Блок Леоніда Черновецького» у 2008-2010 роках, бізнесмен.

## Біографія
Народився 20 січня 1978 року в Києві. У 2000 році закінчив Київський національний університет імені Тараса Шевченка за спеціальністю «історик».
З 2000 до 2002 року був консультантом-організатором Київської міської організації Народно-демократичної партії Валерія Пустовойтенка.
У 2002 до 2006 року працював у ТОВ «Юридична фірма «Правозахисник», спочатку був юристом консультантом, а згодом став виконавчим директором.
У 2003 році здобув другу вищу освіту за спеціальністю «право» у тому ж національному університеті.
У 2005 році став співзасновником і бенефіціаром акціонерного товариства «Всеукраїнський науково-дослідний інститут аналітичного приладобудування». У тому ж році заснував і очолив фірму «Центр розвитку економіки і права».
У 2006 році був обраний депутатом Київської міської ради 5 скликання від Блоку Леоніда Черновецького. У 2008 році обраний депутатом Київської міської ради 6 скликання від Блоку Леоніда Черновецького. Член постійної комісії з питань бюджету та соціально-економічного розвитку. Був головою однойменної фракції. Окрім цього був головою Християнсько-ліберальної партії та її київської міської організації, попереднім керівником партії був Леонід Черновецький.

## Розслідування

### Звинувачення в земельних махінаціях
У 2025 НАБУ і САП заявили при викриття злочинної організації, що провадила корупційну діяльність у земельній та бюджетній сфері Києва. Комарницького називали організатором схеми. За їхніми даними, організація складалась з колишніх та чинних службових осіб Київської міської ради та КМДА. В рамках корупційної схеми учасники організації незаконно заволоділи земельними ділянками на суму 11,6 млн грн.
Комарницького називали організатором цієї схеми. Комарницький стверджував, що звинувачення є тиском на нього через його професійну діяльність. Окрім Комарницького, фігурантами справи стали заступник голови КМДА Петро Оленич та інші посадовці, зокрема, депутати Київської міськради.
10 лютого 2025 року НАБУ оголосило Комарницького в розшук.

### Звинувачення в незаконному виїзді за кордон
Після проведення НАБУ і САП операції «Чисте місто» незаконно виїхав за кордон. Журналісти УП виявили Комарницького в елітному районі Відня, за його словами, біля будинку його дружини. Денис відмовився пояснити, як виїхав із України. Журналісти УП виявили, що він зміг виїхати за допомогою співробітників правоохоронних органів.
Через підозри в допомозі у незаконному виїзді за кордон, у Закарпатській області звільнили трьох поліціянтів, двоє з них отримали підозри, також було звільнено керівника територіального управління.
21 квітня 2025 року ВАКС наклав арешт на майно Комарницького, його дружини та водія: рухоме та нерухоме майно, корпоративні права у ТОВ «Центр розвитку економіки і права» та ПрАТ «Всеукраїнський науково-дослідний інститут аналітичного приладобудування», автівки Mercedes-Benz S 500, Toyota Camry (2020), Toyota Land Cruiser (2021), GMC Yukon XL, Mercedes-AMG GLE 53, готівкові та безготівкові гроші, цінні папери, рахунки на ім'я Комарницького в Сенс Банку, Ощадбанку, Комінбанку, Банку інвестицій та заощаджень, а також кошти на рахунку дружини Комарницького в Сенс Банку.